# しょうめぐみ
しょうめぐみ（本名不詳）は、日本の作詞家。

## 作品
- わんぱくマーチ　（歌中森孝子・あいりす児童合唱団、作編曲吉田栄治）1965年9月 テイチク
  - テレビドラマ『わんぱく砦』（制作朝日放送）主題歌
  - 中森孝子は『ヤン坊マー坊の歌』（『ヤン坊マー坊天気予報』）や『はたらくおじさん』主題歌で知られる声優・歌手。

- 芦屋川しろく流れる　（歌・作曲三鷹淳）
  - 朝日放送制作の記録映像『甦る阪神軌道線』と関係のある楽曲。

- 白い慕情　（歌原みつるとシャネル・ファイブ、作曲藤本卓也）出版:エッチ・ビー・シー・メディアクリエート

- 愛の接続詞	（歌牧れい子、作曲徳永浩太郎、編曲安形和巳）1975年 クラウンレコード/出版:クラウンミュージック
  - 牧れい子は一時同姓同名だった時期をもつ牧れいとは別人。